# Joaquín Costa
Pour les articles homonymes, voir Costa et Martinez.
 (novembre 2022).
Si vous disposez d'ouvrages ou d'articles de référence ou si vous connaissez des sites web de qualité traitant du thème abordé ici, merci de compléter l'article en donnant les références utiles à sa vérifiabilité et en les liant à la section « Notes et références ».
Joaquín Costa Martínez, né le 14 septembre 1846 à Monzón dans la province de Huesca et mort le 8 février 1911 à Graus dans la province de Huesca, est un homme politique, juriste, économiste et historien espagnol, qui est le représentant majeur du mouvement intellectuel de la fin du XIXe siècle et du début du XXe siècle connu sous le nom de régénérationnisme (Regeneracionismo).

## Biographie
Il travaille et étudie à Huesca et à Madrid, où il obtient un doctorat en droit (1872) et en Lettres (1875). Il écrit La vida del Derecho (La vie du droit, 1876) et est professeur auxiliaire à l'université Complutense, charge à laquelle il renonce en protestation contre la politique éducative de la Restauration, accompagné de Francisco Giner de los Ríos et d'autres membres de l'Institution Libre d'Enseignement (Institución Libre de Enseñanza). Il est alors lié à cette organisation d'enseignement laïque, inspirée par la philosophie du krausisme, en dirigeant son bulletin (1880-1883), en donnant des cours et en participant activement au Congrès Pédagogique National de 1882.
Il travaille ensuite à Cuenca, puis à Huesca, sa ville natale (1877-1879) ; c'est là qu'il rédige Cuestiones celtíberas: religiones (Problématiques celtibères: religions), Organización política, civil y religiosa de los celtíberos (organisation politique, civile et religieuse des Celtibères) et Derecho consuetudinario del Alto Aragón (Droit consuétudinaire du Haut Aragon).
De nouveau de passage à Madrid, il collabore à la Revista de España, à la Revista General de Legislación y Jurisprudencia et à la Real Academia de Jurisprudencia y Legislación, où il présente ses Estudios jurídicos y políticos (Études juridiques et politiques) et sa Teoría del hecho jurídico individual y social (Théorie du fait juridique individuel et social). Par la suite, en 1887, il sera professeur et rédigera Plan de una Historia del Derecho español en la antigüedad (Plan d'une Histoire du Droit espagnol dans l'Antiquité). Il participe au Congrès de juriconsultes aragonais, à Saragosse.
Ses origines humbles l'attirent vers la politique ; il étudie particulièrement les racines populaires du droit consuétudinaire espagnol (Introducción a un tratado de política textualmente de los refraneros, romanceros y gestas de la Península, 1881) et le monde rural lors de sa participation au Congrès des agriculteurs et des éleveurs (1880-1881). Il participe également à de nombreuses réunions et conférences africanistes et abolitionnistes, et présente sa vision des choses dans El comercio español y la cuestión de África (Le commerce espagnol et la question africaine) en 1882. Il dirige de plus le Congrès espagnol de géographie coloniale et mercantile (1883), est le cofondateur de la Société d'africanistes et colonialistes, qui dirige les expéditions en Afrique occidentale et équatoriale, et prend part à la Revista de Geografía Colonial (1885-1887).
C'est alors qu'il accède au corps notarial (Grenade, Jaén), et plaide immédiatement pour la réorganisation du Notariat, du Registre de la propriété et de l'Administration judiciaire (1890).
Cependant, une progressive maladie d'atrophie musculaire le reclus à Graus, près de sa ville natale, d'où il organise malgré tout la Ligue de contributeurs de Ribagorza, qui aboutit à un mouvement politique à fortes revendications sociales, qui donne lieu dans le Haut Aragon à partir de 1892 à plusieurs campagnes visant l'amélioration de la production agricole par le biais de l'irrigation et de travaux hydrauliques qui, selon Costa, incombent à l'État.
Après son retour, vers la fin de 1893, à un poste de notaire à Madrid, il se forge une vision beaucoup plus politique et scientifico-sociale dans la préparation de son œuvre majeure Colectivismo agrario (1898), dans laquelle il fait une critique sévère de la destruction, par les désamortissements et autres pratiques, des systèmes antiques de propriété collective, qu'il décrit avec de très nombreuses références, et galvanise l'opinion publique à la suite du désastre de 1898 au cours duquel l'Espagne perd ses dernières colonies (Cuba, Porto Rico et les Philippines) à la suite de la guerre contre les États-Unis.
Dans le second tome de Colectivismo Agrario en España (1898), Costa présente ce qui devient finalement une histoire économique détaillée des systèmes de propriété et de ses différentes modalités (depuis les partages de terres individuelles aux terrains communaux), les formes d'exploitation etc., remontant jusqu'à deux siècles avant notre ère; avec une acuité remarquable il traite également du contrôle sur les ressources en eau et ses diverses formes de propriété, des confréries de pêcheurs, etc.
Grâce à ses messages adressés aux Chambres agricoles aragonaises (Cámaras Agrarias aragonesas), il obtient la création d'une assemblée nationale des producteurs (Asamblea Nacional de Productores), qui s'allie aux Chambres de commerce (Cámaras de Comercio) dirigées par Basilio Paraíso et à la Ligue agraire (Liga Agraria) formée par les classes propriétaires catillanes dirigées par Santiago Alba pour former l'Union nationale (Unión Nacional), nouveau parti politique populaire très critique à l'égard de la restauration canoviste. Cette tentative se révèle néanmoins trop hétérogène et retient un certain temps de nombreux militants républicains et, bien qu'on y retrouve les idées de Costa, toutefois atténuées, sa méthode et sa direction manquent et le mouvement ne se concrétise pas dans un parti politique. Tout ceci étant, Costa intègre les rangs de l'Union nationale, accepte une charge dans la direction de celle-ci et rédige un message de plainte et de protestation adressé au Congrès des députés, publié dans le presse le Ier avril. Mais le tour de force cherchant à provoquer des manifestations dans la rue ne prend pas : celle de Madrid est interdite et les autres s'annulent spontanément. Lors d'une réunion dans la demeure de Costa, Paraíso milite pour des actions directes spectaculaires comme une grève des sympathisants, tandis que Costa croit impensable un suivi important de cette mesure, et estime plus judicieux le travail d'un parti politique, éducateur du peuple. Des dissensions existent entre Costa et Paraíso quant à la stratégie à adopter, et finalement Costa décide de quitter en septembre 1900 la direction de l'Union nationale. Les corporations madrilènes prennent également leurs distances vis-à-vis de Paraíso, bien que l'Union célèbre encore un meeting à Barcelone en avril 1901. Paraíso et Alba s'assurent chacun un siège de député libéral, tandis que Costa, qui conserve le rêve d'un parti d'intellectuels, prend un tournant vers l'Union républicaine. L'Union nationale se désintègre à cause de tensions entre les intérêts populaires et corporatistes. Costa perçoit que le pouvoir, dans sa configuration d'alors, ne mènera à bien aucune réforme régnérationniste. Il se retrouve seul dans cette posture.
Profondément affecté par l'échec de l'Union nationale, il persiste, en attribuant les responsabilités de la situation actuelle à la monarchie elle-même dans Quiénes deben gobernar después de la catástrofe (Qui sont ceux qui doivent gouverner après la catastrophe), Reconstitución y europeización de España (Reconstitution et européanisation de l'Espagne) et, surtout, la spectaculaire enquête réalisée par l'Athénée de Madrid avec la collaboration de nombreuses figures de la culture et de la société espagnoles (de Miguel de Unamuno à Emilia Pardo Bazán) pour rédiger son grand classique Oligarquía y Caciquismo como la forma actual de gobierno en España: urgencia y modo de cambiarla (oligarchie et caciquisme dans la forme actuelle de gouvernement en Espagne : urgence et moyens de la changer) en 1901, dénonciation effroyable et extrêmement documentée de la corruption du système politique canoviste de la Restauration qui provoque la mise à l'écart de Costa de tout le système politique.

## Testament politique
L'historien espagnol Alberto Gil Novales a relevé une grande contradiction dans ce grand travail : il dénonce depuis l'intérieur le même système politique qu'il prétend détruire. L'information qu'il utilise dans son œuvre n'exclut pas les caciques et les membres de l'oligarchie en tant qu'hommes représentatifs de la culture de son temps. En tant que résumé définitif de l'enquête il élabore en 1902 un programme d'énoncés pratiques, pratiquement son testament politique, dans lequel il mélange de grands horizons avec quelques obsessions mineures, très localistes :
1. Changement radical dans l'application et la direction des ressources et énergies nationales (budget investi dans l'éducation, la colonisation intérieure, les travaux hydrauliques, la réhabilitation forestière, la recherche scientifique, etc.). En somme, « désafricanisation » et « européanisation » de l'Espagne ;
2. Réforme de l'éducation à tous les niveaux, en recréant et refondant l'Espagnol dans le moule européen (rehaciendo y refundiendo al español en el molde europeo). Le plan est très détaillé et on y remarque une claire influence de Francisco Giner de los Ríos ;
3. Baisse rapide des prix du pain et de la viande (en améliorant la productivité et en favorisant le crédit agricole) ;
4. Amélioration des chemins de fer ;
5. Attribution de terres cultivables, avec droit de propriété perpétuelle et inaliénable, à ceux qui la travaillent et qui n'en ont pas. Comment ? « En dérogeant aux lois de désamortisation relatives aux terres municipales, en autorisant les municipalités à acquérir de nouvelles terres, en créant des champs communaux... Et si cela ne suffit pas, expropriation et affermage forcés... » (Derogando las leyes desamortizadoras relativas a los concejos, autorizando a los Ayuntamientos para adquirir nuevas tierras, creando huertos comunales... Donde esto no baste, expropiación y arrendamiento o acensuamiento de tierras… Suministro de tierra cultivable, con calidad de posesión perpetua y de inalienable, a los que la trabajan y no la tienen propia. ¿Cómo? Derogando las leyes desamortizadoras relativas a los concejos, autorizando a los Ayuntamientos para adquirir nuevas tierras, creando huertos comunales... Donde esto no baste, expropiación y arrendamiento o acensuamiento de tierras...).
6. Législation sociale (contrat de travail, sécurité sociale, caisses de retraites).
7. « Assainissement et européisation monétaire, par l'européanisation de l'agriculture, de l'industrie minière et du commerce, de l'Éducation nationale, de l'administration publique et de la politique, générale et financière, qui rétablisse la confiance des Espagnols en l'Europe » (Sanear y europeizar nuestra moneda, mediante la europeización de la agricultura, de la minería y del comercio, de la educación nacional, de la administración pública y de la política, así general como financiera, que reponga la confianza de Europa en nosotros).
8. Création d'un pouvoir judiciaire digne de sa fonction.
9. Autogestion locale: municipalisation de services publics et de certaines industries ou commerces (tramways, téléphones, éclairage public, bains publics, lavoirs, force motrice, moulins à farine, abattoirs, glace, etc.).
10. « Rénovation du libéralisme abstrait et légaliste dominant, qui n'a pas cherché à créer et garantir les libertés publiques avec l'illusoire instrument de la Gazette... en le remplaçant par un néolibéralisme organique, éthique et substantiel, qui soit attentif à créer et à associer les dites libertés avec les agissements personnels des dirigeants principalement, déterminés à réprimer d'une main de fer et sans trêve les caciques et les membres de l'oligarchie ». (« Renovación del liberalismo abstracto y legalista imperante, que ha mirado no más a crear y garantizar las libertades públicas con el instrumento ilusorio de la Gaceta... sustituyéndolo por un neoliberalismo orgánico, ético y sustantivo, que atienda a crear y alianzar dichas libertades con actos personales de los gobernantes principalmente, dirigidos a reprimir con mano de hierro y sin tregua a caciques y oligarcas »)

En guise de conclusion, il ajoute à ces dix points la nécessité de réaliser simultanément, sans retard et par décret toutes les mesures antérieures et propose la « rénovation de la toute la classe dirigeante des vingt-cinq dernières années, sans exclure la représentation actuelle du pouvoir modérateur... » 
Évidemment, Costa ne connaît pratiquement pas le monde industriel, et ses propositions de réformes agraires (à la manière de Floridablanca, de Campomanes, de Álvaro Flórez Estrada) sont bien peu révolutionnaires. Mais il s'agit globalement de proposition visant clairement à la modernisation, à des améliorations légales et institutionnelles,« européisantes »...
Par la suite, Costa sera très fréquemment le porte-parole et chef de file de ceux qui proposent une réponse nettement plus objective, positive et active aux graves problèmes du pays que celle de la dénommée Génération de 98, et devint la tête pensante du Régénérationnisme. Son attitude révulsive face au système artificiel de turnismo des partis politiques, ses dénonciations des maladresses et de l'égoïsme des hommes politiques, bien que sans effet sur le système proprement dit, lui ont progressivement concédé une grande valeur morale.
Il intègre la Real Academia de Ciencias Morales y Políticas avec un discours sur Le problème de l'ignorance du Droit et ses relations avec le statut individuel, le référendum et les coutumes (El Problema de la ignorancia del Derecho y sus relaciones con el status individual, el referéndum y la costumbre). Dans les années suivantes il étudiera des thèmes juridiques important, comme Droit consuétudinaire et économie populaire en Espagne (Derecho consuetudinario y economía popular en España, 1902); Son élection en tant que député républicain survient à un moment où il a pratiquement perdu l'espoir de régénérer l'Espagne; il ne souhaite pas ratifier par sa présence la corruption de la politique officielle. Il en arriver à proposer un « chirurgien de fer » (« cirujano de hierro »), qui puisse enfin mettre en route les réformes urgentes dont le pays a besoin pour échapper à la décadence.
Son échec politique -sans doute attribuable aux divisions et affrontements avec Alba et Paraíso- le radicalise verbalement; il se rapproche du socialisme dans ses dernières années. Vaincu, très malade, il se retire pour toujours dans sa région natale, où il inspire une singulière publication locale El Ribagorzano, et où il fait de temps à autre une apparition pour tonner (d'où le surnom de León de Graus, Lion de Graus) contre des projets gouvernementaux tels la périlleuse Loi Anti-terroriste, ou présenter ses sept critères de gouvernement (Siete criterios de gobierno). Il y réaffirme son idéal républicain, tempéré par le grand respect que lui inspire Pablo Iglesias. Sa mort provoque une grande convulsion nationale; il fut enterré à Saragosse car le peuple s'opposa au transfert de sa dépouille au futur Panthéon national et les hommes politiques monarchiques préférant éviter un enterrement qui aurait attiré les foules et qui aurait pu apparaître comme un plébiscite contre le système. La même année paraissent tous ses discours et écrits sur Política hidráulica (Politique hydraulique), d'une certaine manière son testament politique et l'une des grandes batailles qu'il remportera de manière posthume, lorsque furent lancés, des années plus tard, d'importants projets d'irrigation en Aragon et ailleurs en Espagne.
Son style, avec de belles tournure oratoires et parsemé de citations érudites et véhémentes, révèlent une volonté d'expression riche et versatile, presque romantique. Son vœu d'atteindre le lecteur populaire l'amène à écrire, en plus de centaines d'articles qui eurent une grande diffusion, quelques romans didactiques comme Justo de Valdediós (sorti de l'ombre il y a eu par Agustín Sánchez Vidal) ou 'Último día del paganismo (Dernier jour de paganisme), qui reste inachevé.
Il existe actuellement une Libre association de notaires « Joaquín Costa ». Cette association fut créée en 1991, avec l'objectif de renforcer et diffuser la valeur de l'acte notarial comme base fondamentale de la sécurité juridique et préventive (« con objeto de potenciar y difundir el valor de la actuación notarial como base fundamental de la seguridad jurídica preventiva »).

## Œuvres
- (es) La vida del derecho : ensayo sobre el derecho consuetudinario, Analecta editorial, Pampelune, 2003.
- (es) Reforma de la fe pública, Analecta editorial, Pamplona, 2003.
- (es) Reorganización del notariado, del registro de la propiedad y de la administración de justicia, Analecta editorial, Pampelune, 2003.
- Política hidraúlica, Analecta editorial, Pampelune, 2005.
- Derecho consuetudinario y economía popular de España. Saragosse: Editorial Guara, 1981.
- La libertad civil y el Congreso de Jurisconsultos Aragoneses. Saragosse: Editorial Guara, 1981.
- La vida del derecho : ensayo sobre el derecho consuetudinario. Saragosse: Editorial Guara, 1982.
- Teoría del hecho jurídico individual y social. Saragosse: Editorial Guara, 1984.
- Reforma de la fe publica. Saragosse: Editorial Guara, 1984.
- Maestro, escuela y patria : (notas pedagógicas). Madrid: Biblioteca Costa, 1916.
- Oligarquía y caciquismo como la forma actual de gobierno en España : Urgencia y modo de cambiarla. Madrid: Establecimiento Tipográfico de Fortanet, 1901.
- Tutela de pueblos en la Historia. Madrid: Biblioteca Costa, [s. a.].
- Historia, política social: patria. Madrid: Aguilar, 1961.
- Oligarquía y caciquismo. Colectivismo agrario y otros escritos. Madrid: Alianza, 1967.
- La fórmula de la agricultura española. Madrid: Biblioteca Joaquín Costa, 1912.
- La tierra y la cuestión social. Madrid: Biblioteca Costa, 1912.
- Colectivismo agrario en España. Saragosse: Editorial Guara, 1983.
- Política hidráulica (misión social de los riegos en España). Madrid: Biblioteca J. Costa, 1911.
- Reorganización del notariado, del Registro de la Propiedad y de la Administración de Justicia. Madrid: Biblioteca Joaquín Costa, 1917.

## Source
- (es) Cet article est partiellement ou en totalité issu de l’article de Wikipédia en espagnol intitulé « Joaquín Costa » (voir la liste des auteurs).